# Oswald Lints
Oswald Lints (n. 18 aprilie 1894, Leuven, Province of Brabant⁠(d), Belgia – d. 8 iunie 1970, Namur, Valonia, Belgia) a fost un călăreț ce a reprezentat Belgia, medaliat olimpic. A participat la 2 ediții ale Jocurilor Olimpice (1920, 1928) în care a câștigat o medalie de bronz.